# Equipe colombiana na Copa Billie Jean King
A equipe colombiana na Copa Billie Jean King representa a Colômbia na Copa Billie Jean King, principal competição de tênis feminina por equipes do mundo. É administrada pela Federación Colombiana de Tenis.

## História
A Colômbia competiu pela primeira vez em 1972. Seu melhor resultado foi a 1ª fase do Grupo Mundial de 2003.

## Última convocação
Para o Grupo I das Américas de 2023, entre 11 e 15 de abril:
- Emiliana Arango
- Yuliana Lizarazo
- María Herazo González
- María Paulina Pérez
- Yuliana Monroy